# Ramy Youssef
Ramy Youssef (nacido el 26 de marzo de 1991) es un actor y comediante estadounidense de ascendencia egipcia. Principalmente conocido por su papel de Ramy Hassan en la serie de comedia Ramy , por la que recibió un Premio Globo de Oro en 2020. 

## Biografía
Youssef nació en Queens de padres egipcios. Creció en un hogar musulmán practicante y él continúa siéndolo en la actualidad. Realizó una comedia mientras estudiaba ciencias políticas y economía en la universidad. Mientras estuvo allí, Youssef sirvió como consejero de campamento para los Premios Rotarios de Liderazgo Juvenil (RYLA) en Nueva Jersey. Cuando tenía 20 años se mudó a Hollywood para inscribirse en una escuela de actuación. 
Youssef hizo su debut como actor en la comedia Nick at Nite See Dad Run en la que tuvo un papel principal. Su serie de televisión Ramy debutó en Hulu el 19 de abril de 2019, con 10 episodios. El programa, en el que Youssef interpreta al personaje principal, cuenta la historia de un musulmán milenial, estadounidense de segunda generación, nacido de padres inmigrantes en Estados Unidos.

## Filmografía

### Películas
| Año  | Título                                | Papel            | Notas        |
| ---- | ------------------------------------- | ---------------- | ------------ |
| 2016 | Why Him?                              | Coder in Kitchen |              |
| 2018 | Don't Worry, He Won't Get Far on Foot | Drinker          |              |
| 2023 | Wish: El poder de los deseos          | Safi             | Voz          |
| 2023 | Pobres criaturas                      | Max McCandless   |              |
| TBA  | Hump                                  | Omar             | Papel de voz |

### Televisión
| Año           | Título                                  | Papel         | Notas                                                            |
| ------------- | --------------------------------------- | ------------- | ---------------------------------------------------------------- |
| 2012–2014     | See Dad Run                             | Kevin Kostner | Main role                                                        |
| 2013          | Above Average Productions               | Scars         |                                                                  |
| 2015          | Nicky, Ricky, Dicky and Dawn            | Ty            |                                                                  |
| 2016          | Gortimer Gibbon's Life on Normal Street | Lennon        |                                                                  |
| 2017          | Mr. Robot                               | Samar Swailem | papel recurrente                                                 |
| 2019–presente | Ramy                                    | Ramy Hassan   | papel principal; también creador, escritor y productor ejecutivo |
| 2023          | The Bear                                | –             | Director, Episodio: "Honeydew"                                   |